# Poropuntius tawarensis
Poropuntius tawarensis é uma espécie de peixe actinopterígeo da família Cyprinidae.
Apenas pode ser encontrada na Indonésia.